# Nicotiana monoschizocarpa
Nicotiana monoschizocarpa är en potatisväxtart som först beskrevs av P.Horton, och fick sitt nu gällande namn av Symon och Lepschi. Nicotiana monoschizocarpa ingår i släktet tobak, och familjen potatisväxter. Inga underarter finns listade i Catalogue of Life.